# Зорнциг-Аблас
Зорнциг-Аблас (нем. Sornzig-Ablaß) — бывшая коммуна в немецкой федеральной земле Саксония, образованная 1 января 1994 года путём слияния общин Зорнциг и Аблас. С 1 января 2011 года Зорнциг-Аблас входит в состав города Мюгельн.
Подчиняется административному округу Лейпциг и входит в состав района Северная Саксония.  
Население составляет 2375 человек (на 31 декабря 2006 года). Занимает площадь 31,89 км². Официальный код  —  14 3 89 280.
Коммуна подразделялась на 19 сельских округов.